# オオホウカンチョウ
オオホウカンチョウ（大鳳冠鳥、学名:Crax rubra）は、キジ目ホウカンチョウ科の鳥。メキシコ東部から中央アメリカ、コロンビア西部、エクアドル北西部まで、新熱帯区の熱帯雨林に生息する。雄は黒色で、巻き毛の冠と黄色い嘴が特徴的で、雌は縞模様、赤褐色、黒色の3種類の体色がある。小さな群れを作り、主に地上で果実や節足動物、小型脊椎動物を食べ、木の上にねぐらや巣を作る。一夫一婦制で、雄は葉で小さな巣を作り、そこに雌が2個の卵を産む。生息地の喪失と狩猟により脅かされており、国際自然保護連合は危急種と評価している。

## 分布と生息地
ベリーズ、コロンビア、コスタリカ、エクアドル、エルサルバドル、グアテマラ、ホンジュラス、メキシコ、ニカラグア、パナマの森林に生息する。

## 形態

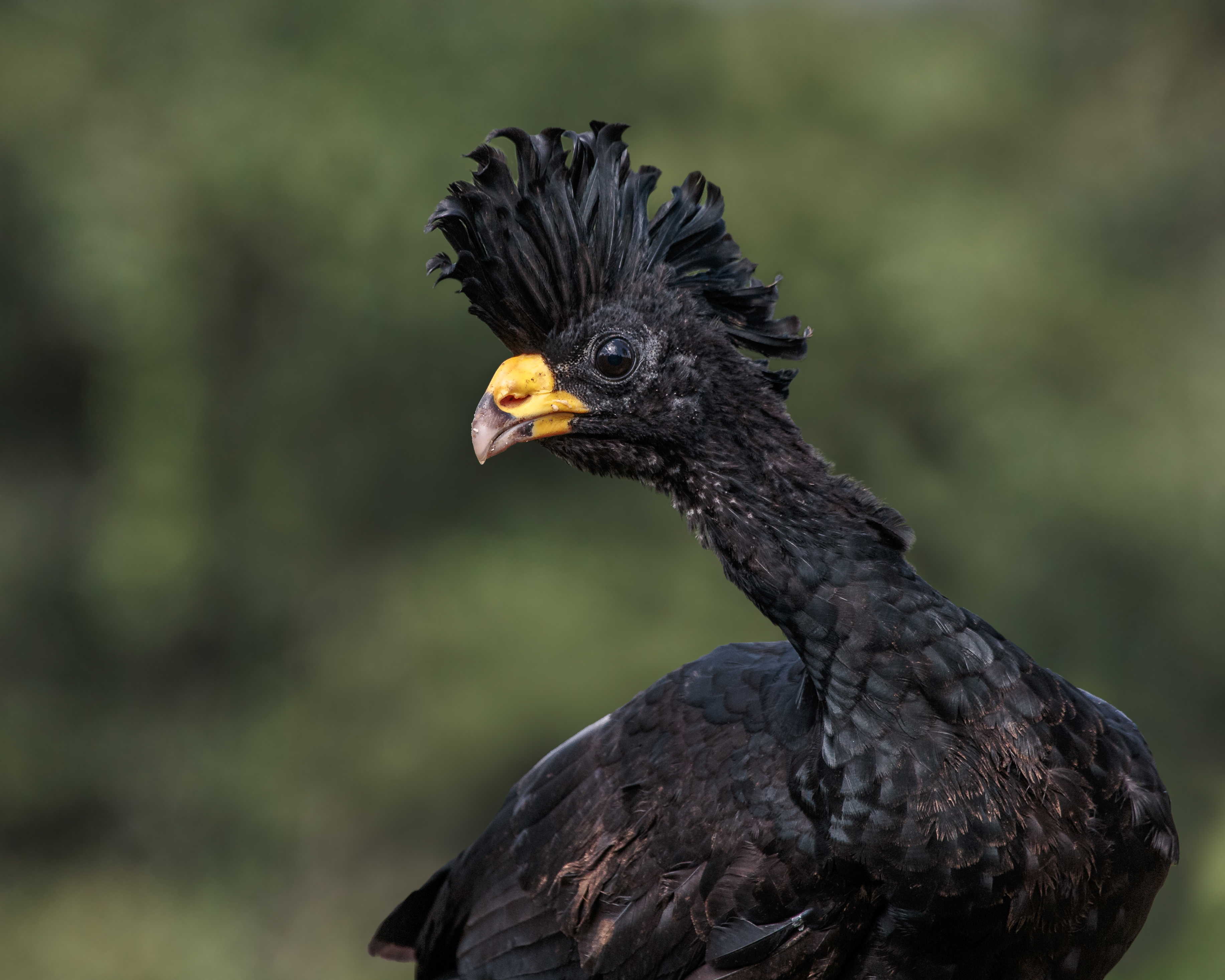
雄の頭部

体長78 - 100cm、体重3.1 - 4.8kgと、ホウカンチョウ科の中でも大型である。雌は雄よりもやや小型である。ホウカンチョウ科で体格と体重は最大だが、体長はほぼ同じ種がいる。カブトホウカンチョウ、ミナミカブトホウカンチョウ、メスグロホウカンチョウとはほぼ同じ体長である。翼弦長が36 - 42.4cm、尾長が29 - 38cm、足根長が9.4 - 12cmである。尾長を除けば、ホウカンチョウ科最長である。
雄は黒く、巻き毛のような冠羽と白い腹部を持ち、嘴には黄色いこぶがある。雌には3つの体色がある。縞模様の首、冠羽、翼、尾を持つ縞模様のタイプ、全体的に赤褐色の羽毛と縞模様の尾を持つ赤褐色のタイプ、冠羽、首、尾は黒く、翼に縞模様がある暗色のタイプがある。ほとんどの地域では1つか2つのタイプしか存在せず、中間的な体色を示す雌も知られている。長く続く笛のような鳴き声を発する。

## 生態

### 食事
林床部で果実や種子、昆虫などを採食する。時々齧歯類などの小型脊椎動物を捕食することもある。シャクケイ属などとは異なり、木から直接果物を取るのではなく、地面に落ちた果物を食べる。タマウリパス州では、主にモンビンの果実を食べる。他の地域では、Chione の赤い果実を好む可能性がある。

### 繁殖

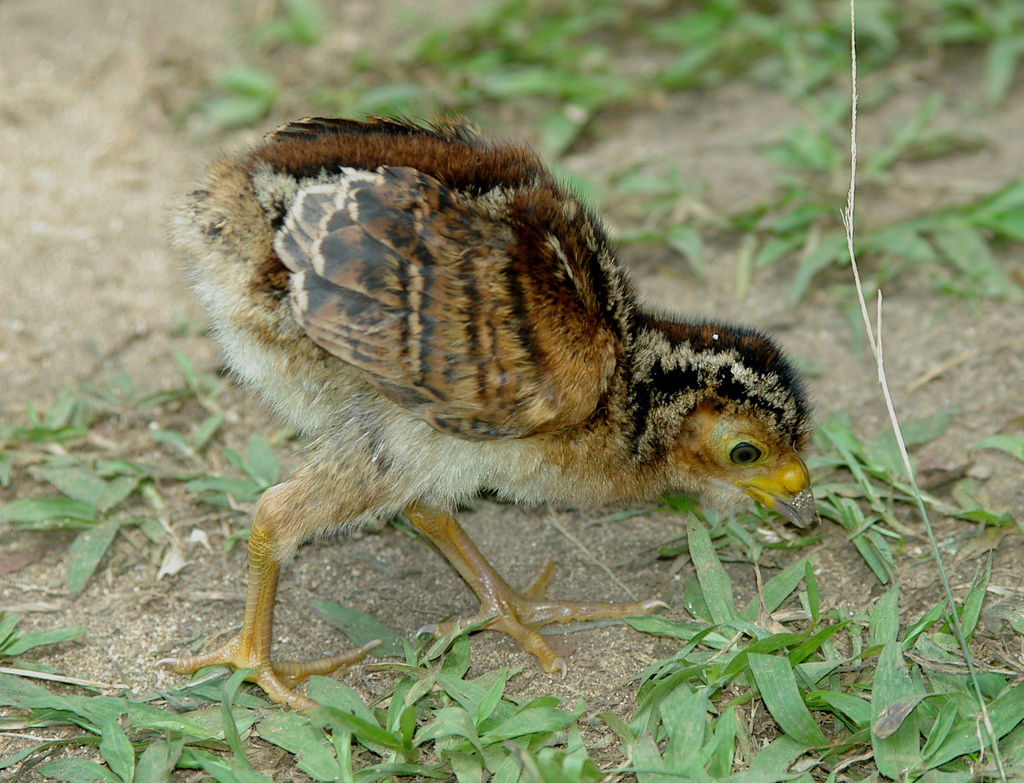
オオホウカンチョウの雛

一夫一婦制の種で、オスが巣を作り、メスを呼ぶこともあるが、つがいの両方が巣を作ることもある。主に葉で作られた比較的小さな巣に通常2個の卵が産まれ、卵の大きさは9.1 cm×6.7 cm、重さは200 gである。孵化時の体重は123 gで、生後半年の時点で2,760 gとなる。1歳には親元から独立し、体重は成鳥の約4分の3の3,600 gになる。

### 行動
かなり攻撃的であり、飼育下でも人間に対して頻繁に攻撃的になる。これは天敵から自身と子供を守るためのものである。オセロットやアカエリクマタカなどが天敵として知られるが、雛や卵にはさらに多くの天敵がいると思われる。天敵が雛の近くにいると、成鳥はディスプレイを行い、怪我をしたふりをして注意を引き付ける。攻撃の際は羽ばたきながら飛び上がり、目を狙って頭の周りを引っ掻く。飼育下での寿命は少なくとも24年。

## 進化
ホウカンチョウ属では最も北に生息する。南アメリカ北部に約900万年前（トートニアン、後期中新世）から生息していた系統群の一部である。コロンビアのアンデス山脈が約600万年前に隆起したため、オオホウカンチョウの祖先は南東の個体群から切り離された。南東の個体群はやがてアオコブホウカンチョウに進化する。オオホウカンチョウの祖先はその後、アンデスの太平洋側に沿って広がり、鮮新世と更新世の間にアメリカ大陸間大交差の一環として中央アメリカに広がった。

## 人との関わり
一部の地域では生息地の喪失と乱獲が続いているため、オオホウカンチョウはIUCNレッドリストの危急種に指定されている。コスタリカ、グアテマラ、コロンビア、ホンジュラスではワシントン条約付属書IIIに掲載されている。コスメルの亜種 C. r. griscomi は、わずか数百羽しか残っていない。個体数は1980年代から徐々に増加しているか、低いレベルで変動しているようで、ハリケーンに脆弱である。
最も近縁のアオコブホウカンチョウや、それに比べると遠縁のメスグロホウカンチョウとの間に繁殖可能な雑種を産むことが証明されている。メキシコでは飼育下での繁殖が行われている。